# Cyrhla (Magura Spiska)
Cyrhla (słow. Črchla) – szczyt w zachodniej części Magury Spiskiej. Ma wysokość 1042 m n.p.m. i wznosi się w jej bocznym grzbiecie odchodzącym na północ od grzbietu głównego po zachodniej stronie Rzepiska. Grzbiet ten poprzez Cyrhlę i Bryjów Wierch (1000 m) opada do doliny potoku Jurgowczyk. Stoki zachodnie opadają do doliny Suchego Potoku (dopływ Białki), stoki wschodnie do Črchľovego potoku.
Cyrhla znajduje się na Słowacji i wchodzi w skład Tatrzańskiego Parku Narodowego, Słowacy bowiem południowo-zachodni skrawek Magury Spiskiej włączyli w obszar tego parku i dodatkowo utworzyli tutaj kilka obszarów ochrony ścisłej. Jeden z nich – Rezerwat pod Cyrhlą (Rezervaciá pod Čerhľou) znajduje się u podnóży Cyrhli i Bryjowego Wierchu. Obejmuje on m.in. dwie polany i źródliska Suchego Potoku. Wierzchołek Cyrhli jest zalesiony, ale jej stoki są w dużym stopniu bezleśne. Są na nich polany należące do miejscowości Osturnia, dawniej wypasane, obecnie zarastające lasem.
Przez Cyrhlę nie prowadzi żaden szlak turystyczny i obowiązuje zakaz wejścia (park narodowy).